# هارفي شاندلير
هارفي شاندلير (بالإنجليزية: Harvey Chandler)‏ هو لاعب سنوكر بريطاني، ولد في 19 أبريل 1995 في نورثامبتونشير في المملكة المتحدة.

## روابط خارجية
- هارفي شاندلير على موقع CueTracker.net (الإنجليزية)